# Taltitz
Taltitz ist ein Ortsteil der Großen Kreisstadt Oelsnitz/Vogtl. im sächsischen Vogtlandkreis. Er wurde am 1. Januar 1994 eingemeindet. Ortsteile sind Dobeneck und das Gewerbegebiet „Neue Welt“.

## Geografie

### Geografische Lage und Verkehr

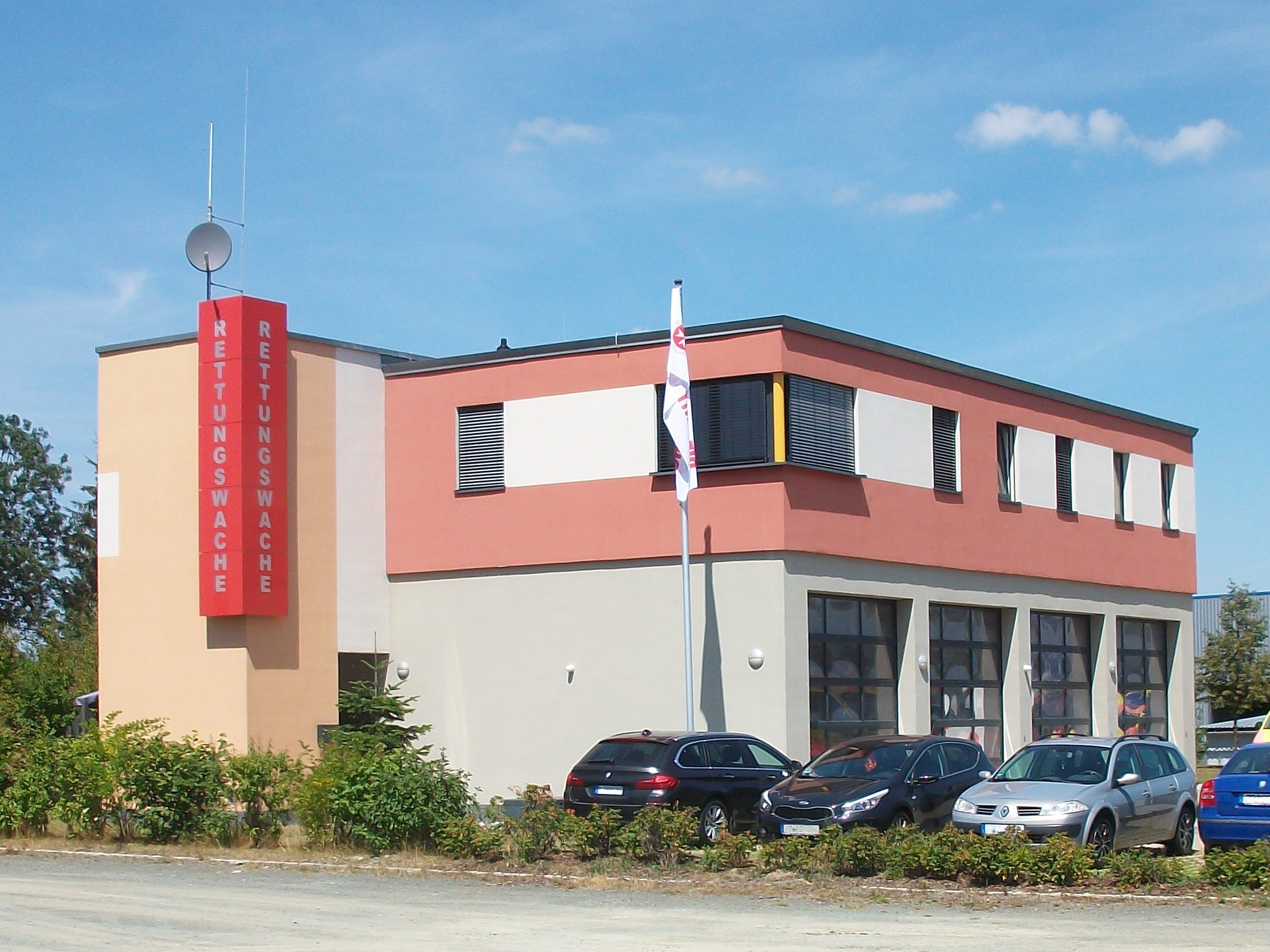
Rettungswache Taltitz

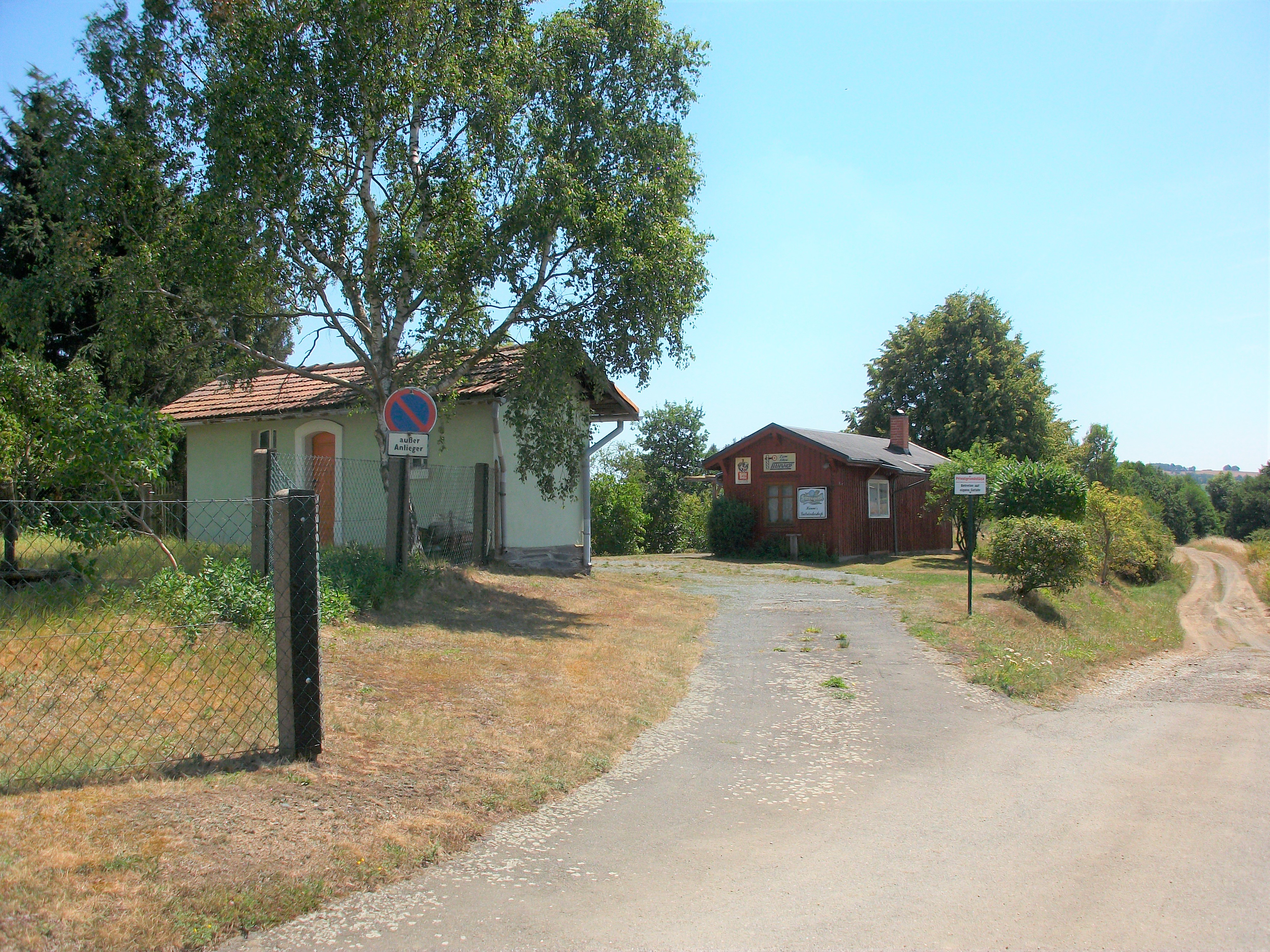
Haltepunkt Taltitz, Empfangsgebäude und Wirtschaftsgebäude (2018)

Taltitz befindet sich im Tal des Eiditzlohbachs im Westen des Vogtlandkreises und im sächsischen Teil des historischen Vogtlands. Geografisch liegt Taltitz im Zentrum des Naturraums Vogtland (Übergang vom Mittelvogtländischen Kuppenland zum Oberen Vogtland). Im Norden befindet sich der Galgenberg, im Osten das Hutholz und fünf Kilometer im Südosten liegt Oelsnitz. Die Talsperre Pirk liegt einen Kilometer südlich von Taltitz. An ihrem Ufer befindet sich der Ortsteil Dobeneck und eine Bungalowsiedlung mit Badestrand. Nach Weischlitz im Westen sind es fünf Kilometer.
Die durch das Ortsgebiet führende Bundesautobahn 72 liegt 500 m südlich der zusammenhängenden Bebauung von Taltitz. Weiterhin führt die Staatsstraße 311 durch die Ortsflur, während die Bundesstraße 92 lediglich im Südosten den Ort tangiert. Im Nordwesten wird Taltitz von der Bundesstraße 173 begrenzt. Durch den Ortskern führt die Kreisstraße K 7864 nach Nord-Westen.
Zwischen 1909 und 1951 besaß Taltitz einen Haltepunkt an der Bahnstrecke Herlasgrün–Oelsnitz. Er lag im heutigen Gewerbegebiet „Neue Welt“ außerhalb des Orts.
Der Ort ist heute über die PlusBus-Linie 50 des Verkehrsverbunds Vogtland im Stundentakt mit Plauen, Oelsnitz, Falkenstein, Auerbach und Rodewisch verbunden.

### Nachbarorte
Taltitz liegt im Nordwesten der Gemeinde Oelsnitz/Vogtl. und grenzt an vier weitere Ortsteile der Gemeinde, zwei Stadtteile der Stadt Plauen, und zwei Ortsteile der Gemeinde Weischlitz.
| Kürbitz (Weischlitz)        | Meßbach (Plauen)                            | Unterlosa (Plauen)  |
| Oberweischlitz (Weischlitz) | Kompassrose, die auf Nachbargemeinden zeigt | Raschau             |
| Magwitz mit Göswein         | Planschwitz                                 | Oelsnitz (Ortsteil) |

## Geschichte

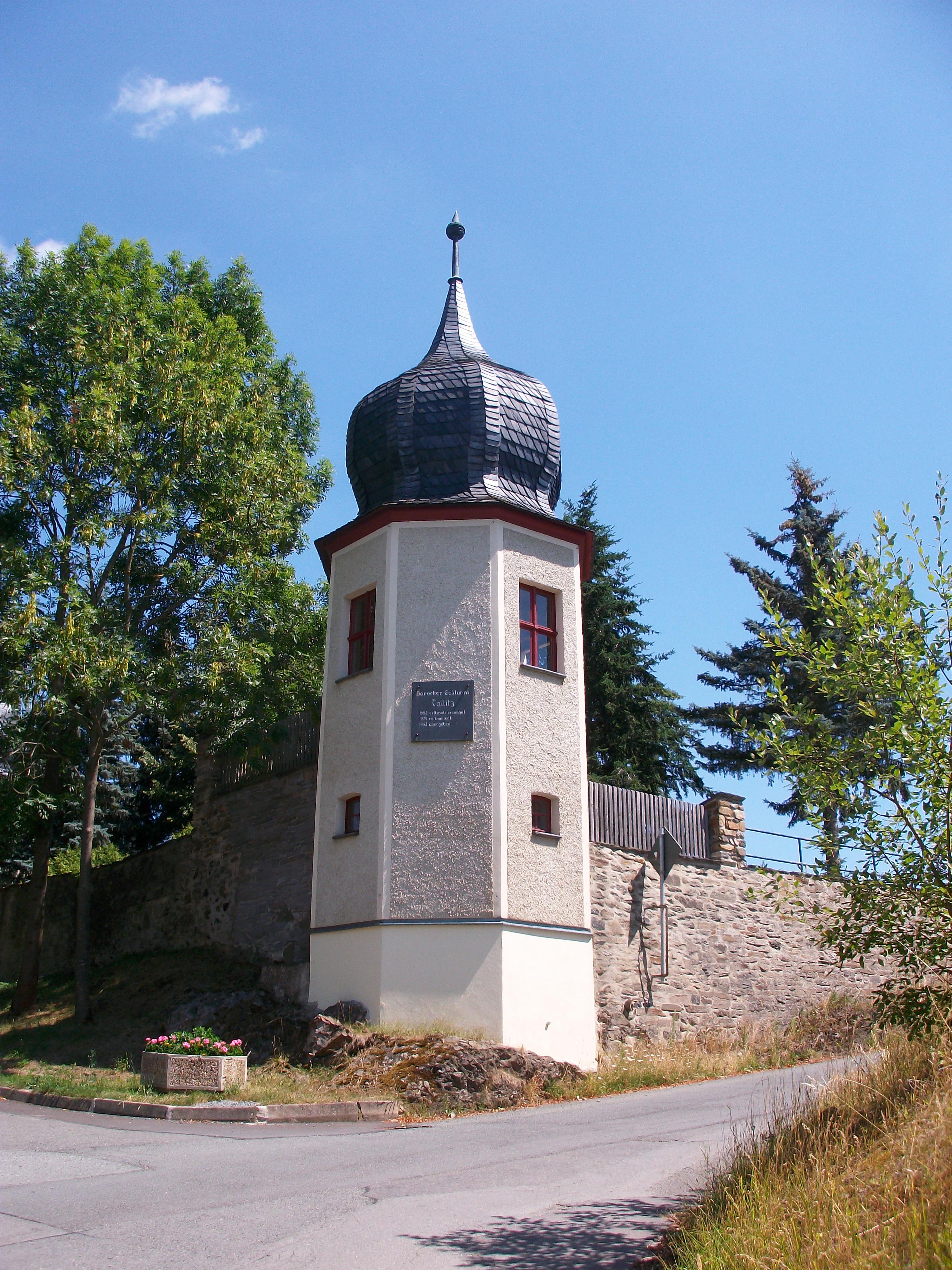
Barocker Eckturm Taltitz

Funde aus der Bronzezeit belegen eine frühe Besiedelung der Gegend um Taltitz. Um 560 n. Chr. besiedelten die Sorben das Land, die im 12. Jahrhundert von Siedlern aus dem Westen verdrängt wurden. Eine erste urkundliche Erwähnung datiert auf das Jahr 1225 mit „Dalnitz“. 1244 ist auf einer Urkunde des Vogtes Heinrich von Plauen von einem Ritter „Hermann von Taltitz“ die Rede. Auf einer Urkunde von 1418 werden „Albrecht Thusel zu Taltitz“ und dessen Söhne als Besitzer des Rittergutes Taltitz genannt, die es dann 1571 an Carl von Neidberg auf Dobeneck veräußerten. Im Jahre 1541 wurde Taltitz als Vorwerk genannt. Weitere Besitzer waren im 16. Jahrhundert die Herren von Thoss, danach an 1651 die Herren von Reitzenstein. 1667 kaufte der Plauener Amtmann Wolfgang Ferber das Gut Taltitz. Dieser ließ 1683 die Kirche durch einen Anbau verlängern und einen neuen Altar, eine neue Orgel sowie Wappenschilde und Gemälde an Decke und Emporen anbringen. Im 18. und 19. Jahrhundert waren die Familien Groen, Hickmann auf Dobeneck, Zenker, von Haack, von Reibold, von Feilitzsch und Jahn Besitzer des Ritterguts Taltitz, bis es 1931 an Johannes Nahr kam. Zur Grundherrschaft des Ritterguts Taltitz gehörten neben dem Ort Taltitz noch einzelne Häuser in Meßbach. Das Rittergut Taltitz übte die Gerichtsbarkeit über Güter in Dobeneck, Eulenstein, Hermsgrün, Meßbach, Raschau, Schönbrunn und Taltitz aus.
Neben dem Rittergut Taltitz existierten im Ort noch die Rittergüter Schlömel und Eulenstein. Das Rittergut Schlömel, auch Schlömen genannt, war um 1400 im Besitz von Heyenreich von Rabe. Anschließend besaßen es ab 1428 die Ritter von Cospod als Lehnsbesitz. Im Jahr 1470 ging es an Hans von der Heyde, danach zwischen 1490 und 1533 die Familien von Cospod, von Stange und von Reitzenstein. Ab 1590 war das Rittergut Schlömel im Besitz der Familie von Neidberg, danach die Herren von Thoss und von Tettau. Im Jahr 1608 wurde das als Vorwerk bezeichnete Gut Schlömel letztmals erwähnt, als es durch Verkauf an die Gebrüder von Reitzenstein mit dem Rittergut Taltitz vereinigt wurde.
Das Rittergut Eulenstein wird laut Historischem Ortsverzeichnis Sachsen erst im Jahr 1791 erstmals erwähnt. Andere Quellen erwähnen es jedoch schon im 14. Jahrhundert. Demnach war Eulenstein zunächst ein Freihof, der im Jahr 1388 im Besitz des Petzold von Dobeneck auf Taltitz war. Im Jahr 1428 gehörte es wie das Rittergut Schlömel den Rittern von Cospod. Anschließend besaßen es die Herren von Zedtwitz zu Stein und später die Herren von Zedtwitz zu Neuberg. Zwischen 1551 und 1608 waren die Herren von Tettau Besitzer von Eulenstein. Im Jahr 1608 wurde das als Vorwerk bezeichnete Gut Eulenstein von Joachim von Neidberg auf Dobeneck gekauft. Im Gegensatz zum Rittergut Taltitz mit Schlömel gehörte Eulenstein als Vorwerk des Ritterguts Dobeneck nicht zum Amt Plauen, sondern zum Amt Voigtsberg. Das Gut Eulenstein war ein besonderes Gericht, zu welchem zwei begüterte Frongüter, eine Schäferei, eine Ziegelei und 36 Untertanen gehörten.
1758 befand sich in Taltitz während des Siebenjährigen Kriegs zeitweilig das Hauptquartier des preußischen Oberkommandos unter Prinz Heinrich von Preußen. Im 19. Jahrhundert war das Rittergut Taltitz mit dem neuschriftsässigen Einzelgut Eulenstein kombiniert. Während Taltitz bis 1856 zum kursächsischen bzw. königlich-sächsischen Amt Plauen gehörte, wurde Eulenstein wie Dobeneck durch das Amt Voigtsberg verwaltet. 1856 wurde Taltitz mit Eulenstein dem Gerichtsamt Oelsnitz und 1875 der Amtshauptmannschaft Oelsnitz angegliedert. Die Gemeinde Dobeneck wurde am 1. Oktober 1935 nach Taltitz eingemeindet. Beim Bau der Talsperre Pirk (1935–1938) verlor das Rittergut Dobeneck einen Teil der Ländereien, da sie im Staubereich lagen. Seitdem befindet sich das Schloss Dobeneck direkt am Ufer der Talsperre Pirk.

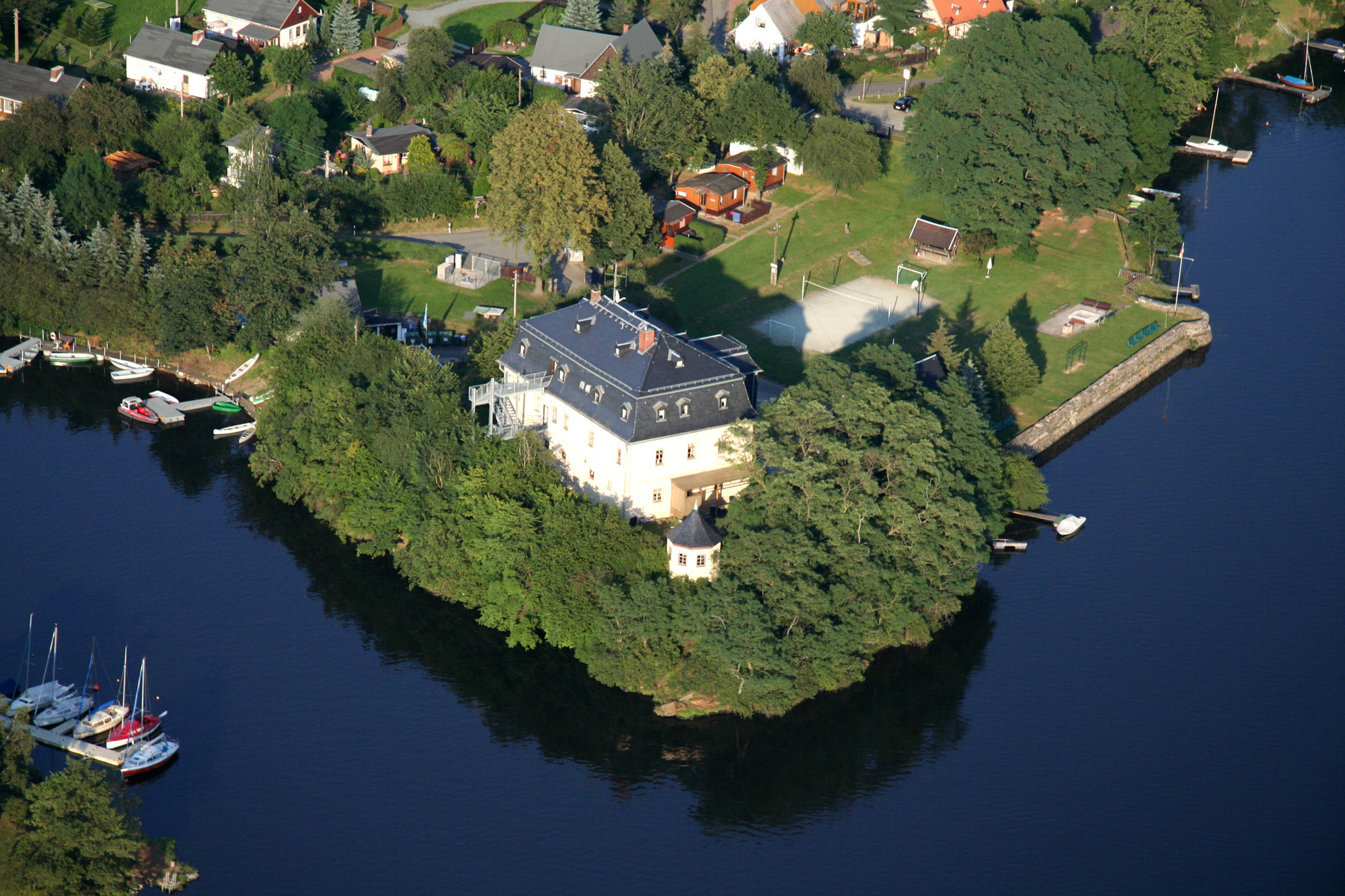
Jugendherberge in Taltitz in Dobeneck

Im Zuge der Bodenreform in der Sowjetischen Besatzungszone ab 1945 wurde die Familie Kasten-Hickmann, Besitzer der Rittergüter Dobeneck und Eulenstein, und die Familie Nahr, welche das Rittergut Taltitz besaß, enteignet. Während das Schloss Dobeneck später zur Jugendherberge umfunktioniert wurde, ist das Schloss Taltitz aufgrund des Abrisses in den Jahren 1949/50 bis auf den barocken Eckturm nicht mehr erhalten. Zu DDR-Zeiten betrieb der VEB Kombinat Espenhain das Betriebs-Ferienheim für Beschäftigte und errichtete hierfür einen Gebäudekomplex mit Flachdächern. Außerdem gab es das Kinderferienlager „Geschwister Scholl“.
Durch die zweite Kreisreform in der DDR kam die Gemeinde Taltitz mit ihrem Ortsteil Dobeneck im Jahr 1952 zum Kreis Oelsnitz im Bezirk Chemnitz (1953 in Bezirk Karl-Marx-Stadt umbenannt), der 1990 als sächsischer Landkreis Oelsnitz fortgeführt wurde und 1996 im Vogtlandkreis aufging. Durch die Eingemeindung von Taltitz nach Oelsnitz gehört der Ort seit dem 1. Januar 1994 zur Stadt Oelsnitz/Vogtl.

## Entwicklung der Einwohnerzahl
| Jahr | Einwohnerzahl                                     |
| ---- | ------------------------------------------------- |
| 1557 | 28 besessene Mann, 1 Häusler, 13 Inwohner         |
| 1764 | 27 besessene Mann, 4 Gärtner, 11 Häusler, 7 Hufen |
| 1834 | 422                                               |
| 1871 | 616                                               |

| Jahr   | Einwohnerzahl |
| ------ | ------------- |
| 1890   | 676           |
| 1910   | 585           |
| 1925   | 599           |
| 1939 1 | 724           |

| Jahr   | Einwohnerzahl |
| ------ | ------------- |
| 1946 1 | 865           |
| 1950 1 | 839           |
| 1964 1 | 675           |
| 1990 1 | 474           |

## Sehenswertes

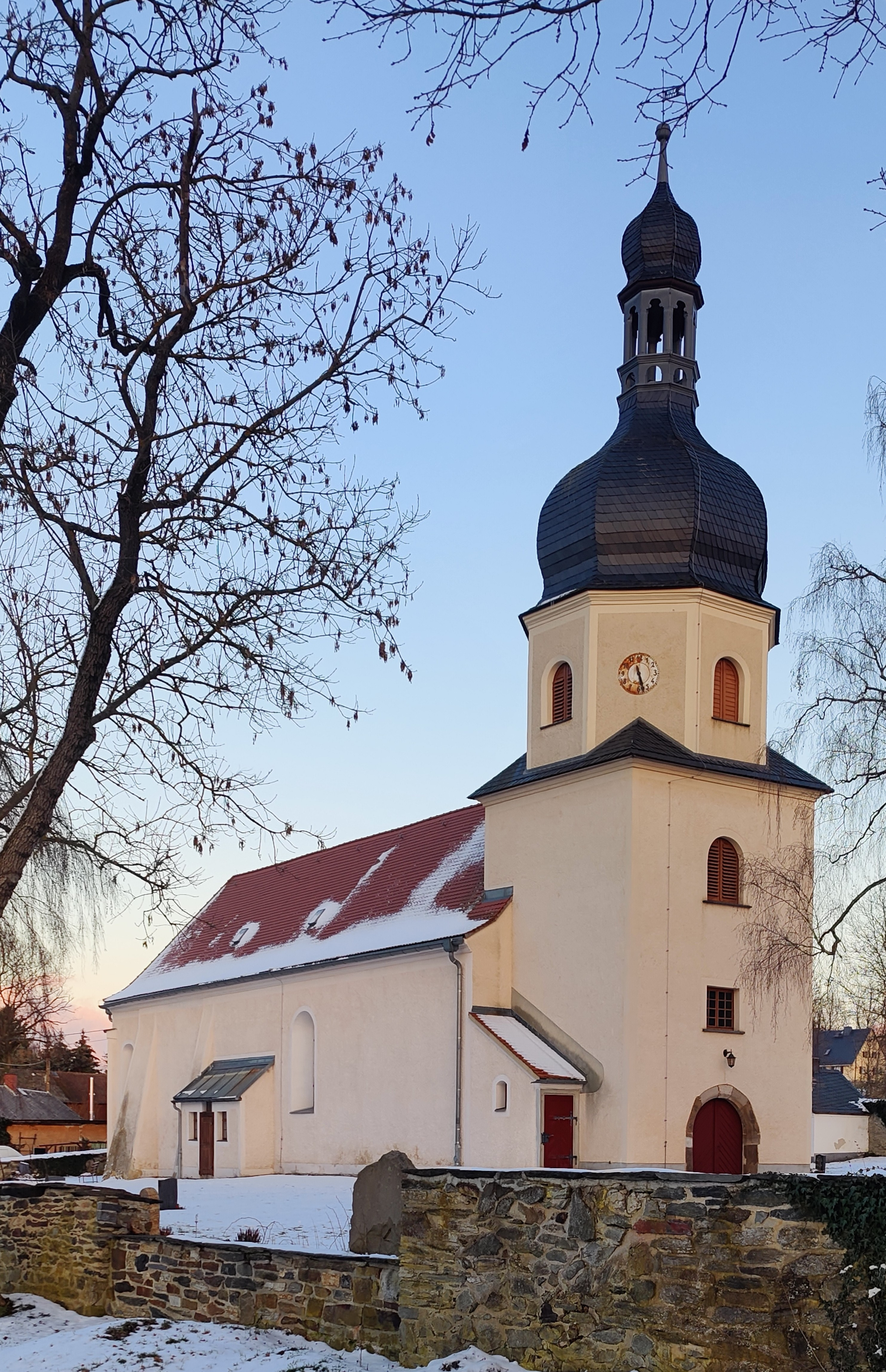
Kirche Taltitz

In der Heimatstube im Turmzimmer der Taltitzer Kirche, das 1952 in der früheren Rittergutsloge eingerichtet und um 2000 neu gestaltet wurde, befinden sich Funde aus der Bronzezeit und Gegenstände zur Geschichte des Ortes.